# 京都府道204号奥海印寺納所線
京都府道204号奥海印寺納所線（きょうとふどう204ごう おくかいいんじのうそせん）は、京都府長岡京市から京都市伏見区に至る一般府道である。

## 概要
長岡京市奥海印寺から京都市伏見区納所町に至る。サントリー工場があることから、一部区間ではサントリー通りと呼ぶ。

### 路線データ
- 起点：京都府長岡京市奥海印寺（火ノ尾交差点、京都府道・大阪府道79号伏見柳谷高槻線交点）
- 終点：京都府京都市伏見区納所町（納所交差点、京都府道・大阪府道13号京都守口線交点、滋賀県道・京都府道35号大津淀線・京都府道124号三栖向納所線・京都府道125号淀停車場線終点）

## 路線状況

### 重複区間
- 京都府道10号大山崎大枝線（長岡京市調子2丁目・調子二丁目交差点 - 長岡京市調子2丁目・調子八角交差点）

### 道路施設

#### 橋梁
- 落合橋（小畑川、長岡京市）
- 宮前橋（桂川、京都市伏見区）

## 地理

### 通過する自治体
- 京都府
  - 長岡京市 - 乙訓郡大山崎町 - 長岡京市 - 京都市（伏見区） - 長岡京市 - 京都市（伏見区）

### 交差する道路
| 交差する道路 | 市町村名 | 市町村名 | 交差する場所 | 交差する場所        |
| --- | -------- | -------- | ------------ | ------------------- |
| 京都府道・大阪府道79号伏見柳谷高槻線                                                                                           | 長岡京市 | 長岡京市 | 奥海印寺     | 火ノ尾交差点 / 起点 |
| 京都府道10号大山崎大枝線 / 丹波街道 重複区間起点                                                                               | 長岡京市 | 長岡京市 | 調子2丁目    | 調子二丁目交差点    |
| 京都府道10号大山崎大枝線 / 丹波街道 重複区間終点 京都府道・大阪府道67号西京高槻線 / 新西国街道                                 | 長岡京市 | 長岡京市 | 調子2丁目    | 調子八角交差点      |
| 京都府道211号下植野長岡京線 | 長岡京市 | 長岡京市 | 勝竜寺       | 落合橋交差点        |
| 国道171号 大阪府道・京都府道14号大阪高槻京都線 重複                                                                            | 長岡京市 | 長岡京市 | 勝竜寺       | 勝竜寺交差点        |
| 京都府道123号水垂上桂線 | 京都市   | 伏見区   | 淀水垂町     |                     |
| 京都府道801号京都八幡木津自転車道線                                                                                            | 京都市   | 伏見区   | 納所町       |                     |
| 京都府道・大阪府道13号京都守口線 / 旧京阪国道 滋賀県道・京都府道35号大津淀線 京都府道124号三栖向納所線 京都府道125号淀停車場線 | 京都市   | 伏見区   | 納所町       | 納所交差点 / 終点   |

### 交差する鉄道
- 阪急京都本線
- 東海道本線
- 東海道新幹線

### 沿線
- 長岡京市立長岡第四中学校
- 京都府立西乙訓高等学校
- 大山崎町立第二大山崎小学校
- 京都信用金庫 円明寺支店
- 阪急京都本線 西山天王山駅
- 立命館中学校・高等学校
- 長岡京市立長岡第三中学校
- サントリー 京都ビール工場
- 京都府立洛西浄化センター公園
- 桂川
- 京都中央信用金庫 淀支店
- 京阪本線 淀駅